# Monica Kristensen Solås
Monica Kristensen Solås, född 30 juni 1950, är en norsk glaciolog, meteorolog och författare. Hon föddes i Torsby i Sverige, men familjen flyttade senare till Kongsvinger i Norge.
Redan tidigt började hon intressera sig för vetenskap, och hon bestämde sig som tolvåring för att bli forskare och författare, i den ordningen. Kristensen Solås studerade matematik och fysik vid Universitetet i Oslo, och blev därefter candidatus realium i teoretisk plasmafysik vid Universitetet i Tromsø. 1983 disputerade hon i Cambridge på temat antarktiska fjäll.
Kristensen Solås har varit till Arktis och Antarktis vid flera tillfällen. 1986-1987 ledde hon en expedition till Sydpolen i Roald Amundsens fotspår. Ett av målen var att finna Amundsens tält, och att ta det hem till Norge för utställning vid OS i Lillehammer 1994. På grund av oväder och storm tvingades man vända vid 86:e breddgraden. Under en expedition 1993 gjordes ett nytt försök, men det avbröts sedan deltagaren Jostein Helgestad fallit ned i en glaciärspricka och omkommit.
1989 tilldelades hon, som första kvinna sedan 1942, Founder's Medal av Royal Geographical Society. Hon har skrivit flera böcker, bland annat Mot 90 grader syd. 2007 debuterade hon som skönlitterär författare med kriminalromanen Hollendergraven, i vilken handlingen är förlagd till Svalbard.